# Austrosaropogon montanus
Austrosaropogon montanus là một loài ruồi trong họ Asilidae. Austrosaropogon montanus được Daniels miêu tả năm 1991. Loài này phân bố ở miền Australasia.